# Прибрежный аквальный комплекс у мыса Плака
Прибрежный аквальный комплекс у мыса Плака (укр. Прибережний аквальний комплекс біля миса Плака, крымскотат. Plaka burnu yanındaki yalı akval kompleksi, Плака бурну янындаки ялы акваль комплекси) — гидрологический памятник природы, расположенный на территории городского округа Алушта (Крым). Площадь — 60 км².

## История
Статус памятника природы присвоен Решением исполнительного комитета Крымского областного Совета народных депутатов от 22.02.1972 № 97.
Является государственным памятником природы регионального значения, согласно Распоряжению Совета министров Республики Крым от 05.02.2015 № 69-р «Об утверждении Перечня особо охраняемых природных территорий регионального значения Республики Крым».

## Описание
Статус памятника природы присвоен с целью сохранения, возобновления и рационального использования типичных и уникальных природных комплексов. На территории памятника природы запрещается или ограничивается любая деятельность, если она противоречит целям его создания или причиняет вред природным комплексам и их компонентам.
Памятник природы занимает прибрежную полосу акватории Чёрного моря, что примыкает к мысу Плака — у посёлка Утёс.

## Природа
Объект охраны — прибрежный аквальный комплекс (участок акватории).
Тип берега мыса — абразивный.